# کوزلانی (ناحیه ویشکوف)
کوزلانی (به چکی: Kozlany) یک منطقهٔ مسکونی در جمهوری چک است که در ناحیه ویشکوو واقع شده‌است. کوزلانی ۷٫۵۸ کیلومتر مربع مساحت و ۳۲۲ نفر جمعیت دارد و ۳۱۵ متر بالاتر از سطح دریا واقع شده‌است.